# Saraiu
Saraiu – wieś w Rumunii, w okręgu Konstanca, w gminie Saraiu. W 2011 roku liczyła 744 mieszkańców.
Przez wieś przepływa rzeka Topolog.